# Schliersee
Der Schliersee ist ein See in den bayerischen Alpen im Landkreis Miesbach.

## Geographie
Der Schliersee liegt etwa 50 Kilometer südöstlich von München, zwischen Tegernseer Tal und Inntal, nahe der österreichischen Grenze in den Bayerischen Voralpen. Er liegt auf einer Höhe von 777 m ü. NHN und hat eine Fläche von 2,22 km². Der See hat eine mittlere Tiefe von 23,9 Metern und eine maximale von 40,5 Metern. Sein Einzugsgebiet misst 27,1 km². Im See befindet sich die 2,4 ha große, mit einem Gasthaus bebaute Insel Wörth. Diese Insel ist der über den Wasserspiegel ragende Teil eines massiven, in ost-westlicher Richtung verlaufenden Querdamms, der den See in zwei Becken gliedert.
Von Nordwesten ragt die Halbinsel Freudenberg in den See, die Teil eines weiteren, nur noch teilweise vorhandenen Querriegels ist, der früher eine Verbindung bis zum Weinberg(hügel) mit der Kapelle St. Georg am Nordostufer des Sees darstellte.
Der See ist Eigentum des Freistaates Bayern, für seine Verwaltung ist die Bayerische Verwaltung der staatlichen Schlösser, Gärten und Seen zuständig.
Geologisch betrachtet liegt der nördliche Teil des Sees in der Flyschzone, der südliche im nördlichen Kalkalpenzug.
Der Zulauf besteht hauptsächlich aus kleineren Quellen. Nennenswerte Ausnahme ist der Breitenbach, der im Nordwesten in dem gleichnamigen Ortsteil von Schliersee am Campingplatz in den See mündet. Einziger Ablauf ist die Schlierach unmittelbar nördlich der Halbinsel Freudenberg. Der See entwässert über die Schlierach nach 13 Kilometern in die Mangfall.
Der Schliersee gehört vollständig zum Markt Schliersee; dieser gehört mit seinem Hauptort und den Gemeindeteilen Neuhaus und Fischhausen zu den beliebtesten Urlaubs- und Ausflugsregionen Bayerns.

## Ökologie
Der Schliersee war in den 1970er Jahren in ökologisch bedenklichem Zustand, da er trotz einer Ringkanalisation, die Mitte der 1970er Jahre fertiggestellt worden war, immer noch stark phosphathaltig war. Das starke Wachsen der Burgunderblutalge ließ das Wasser blutrot aussehen. Bald erkannte man, dass die windgeschützte Lage und die lange Eisbedeckung im Frühjahr die natürliche Umwälzung des Wassers hemmten.
Um diesen Zustand zu ändern, installierte man in beiden Becken des Sees 1982 eine linienförmige Druckluftleitung, die den See in drei bis vier Tagen weitgehend umwälzen kann. Diese Maßnahme war erfolgreich, da seitdem weder Algenblüten noch Fischsterben nennenswerten Ausmaßes auftraten.
Große Teile des Schlierseer Tals sind mit einer Größe von 17,54 km² unter dem Namen Schutz des Schliersees und seiner Umgebung als Landschaftsschutzgebiet (LSG-00052.01) ausgewiesen.

## Sport und Freizeit
In den Sommermonaten von Mai bis September verkehrt täglich ein Linienschiff auf dem See. Im Gegensatz zu den anderen Seen in Oberbayern wird das Schiff nicht von der Bayerischen Seenschifffahrt, sondern von der privaten Schlierseeschifffahrt betrieben. Täglich von 11:00 bis 17:00 Uhr finden 45-minütige Rundfahrten statt.
Jährlich findet im Juni am Schliersee der Alpen-Triathlon statt. Bei diesem Triathlon über die olympische Distanz (1,5 km Schwimmen, 40 km Radfahren, 10 km Laufen) wurden seit 2006 schon mehrfach die Deutschen Meisterschaften ausgetragen.

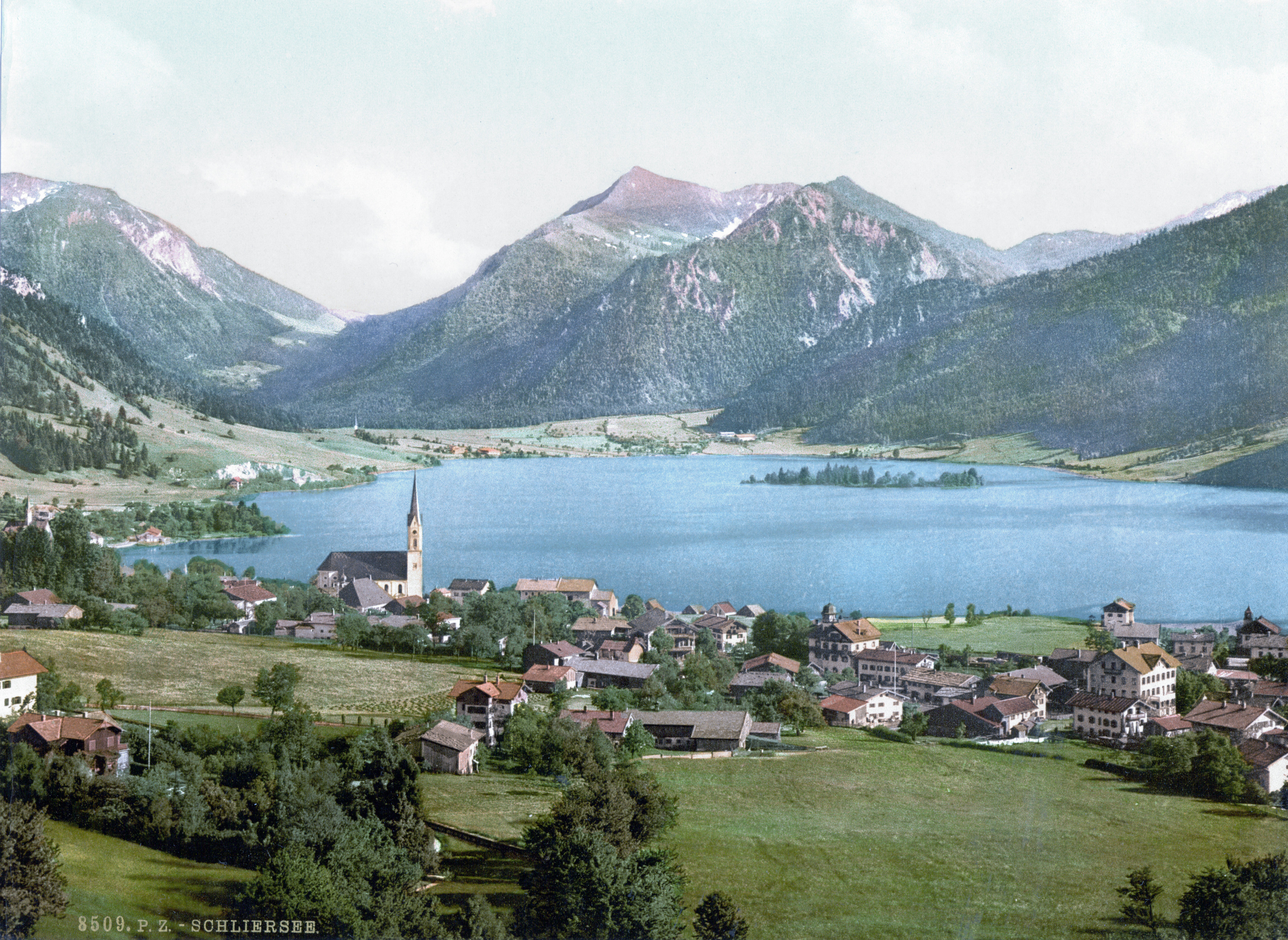
Schliersee um 1900
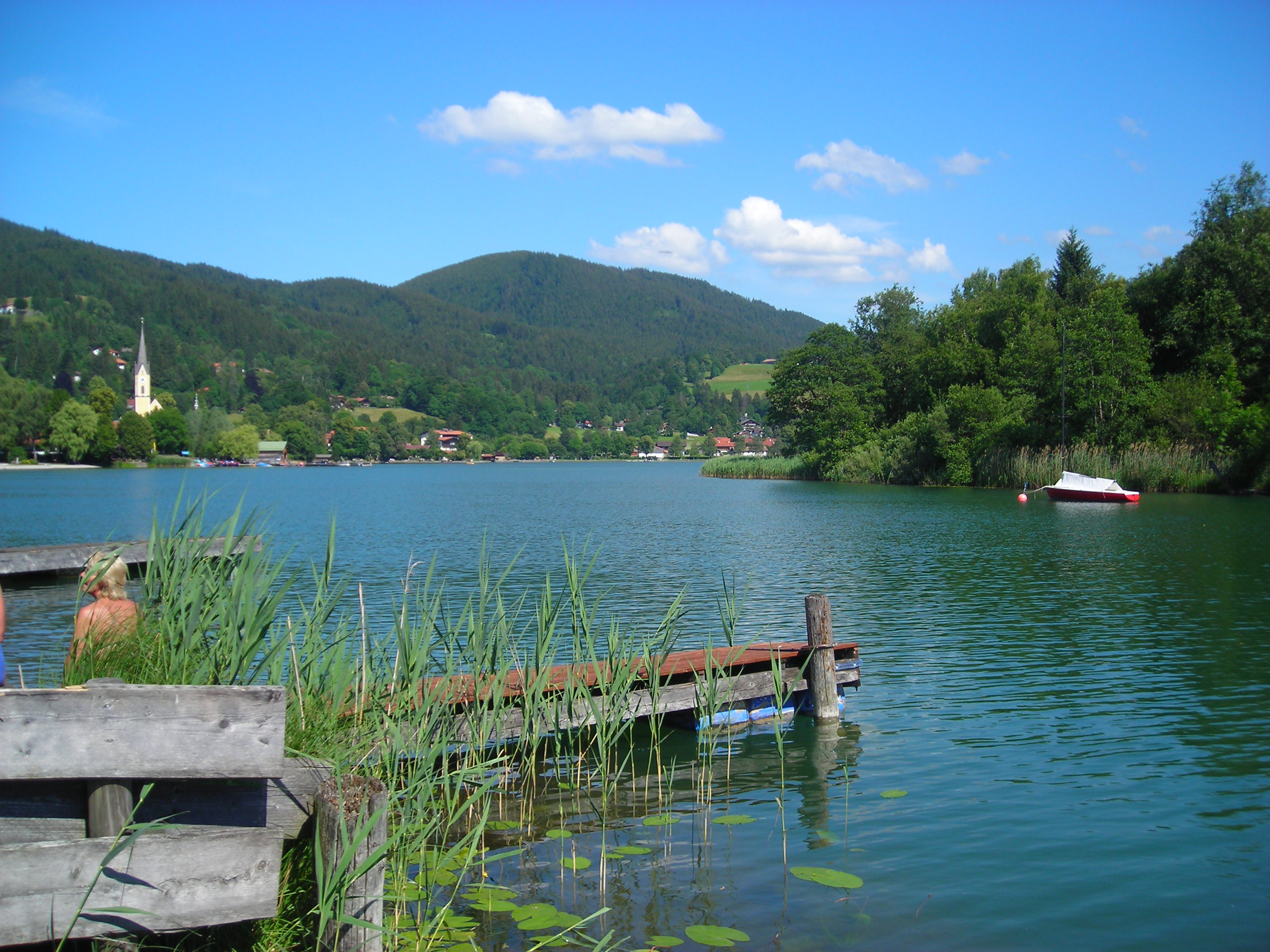
Über den See nach Südosten
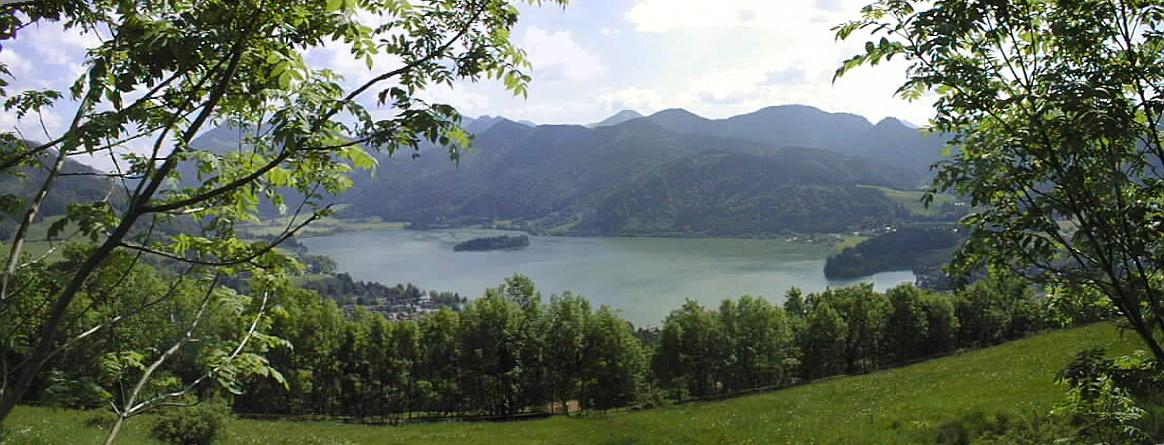
Blick von der Schliersbergalm
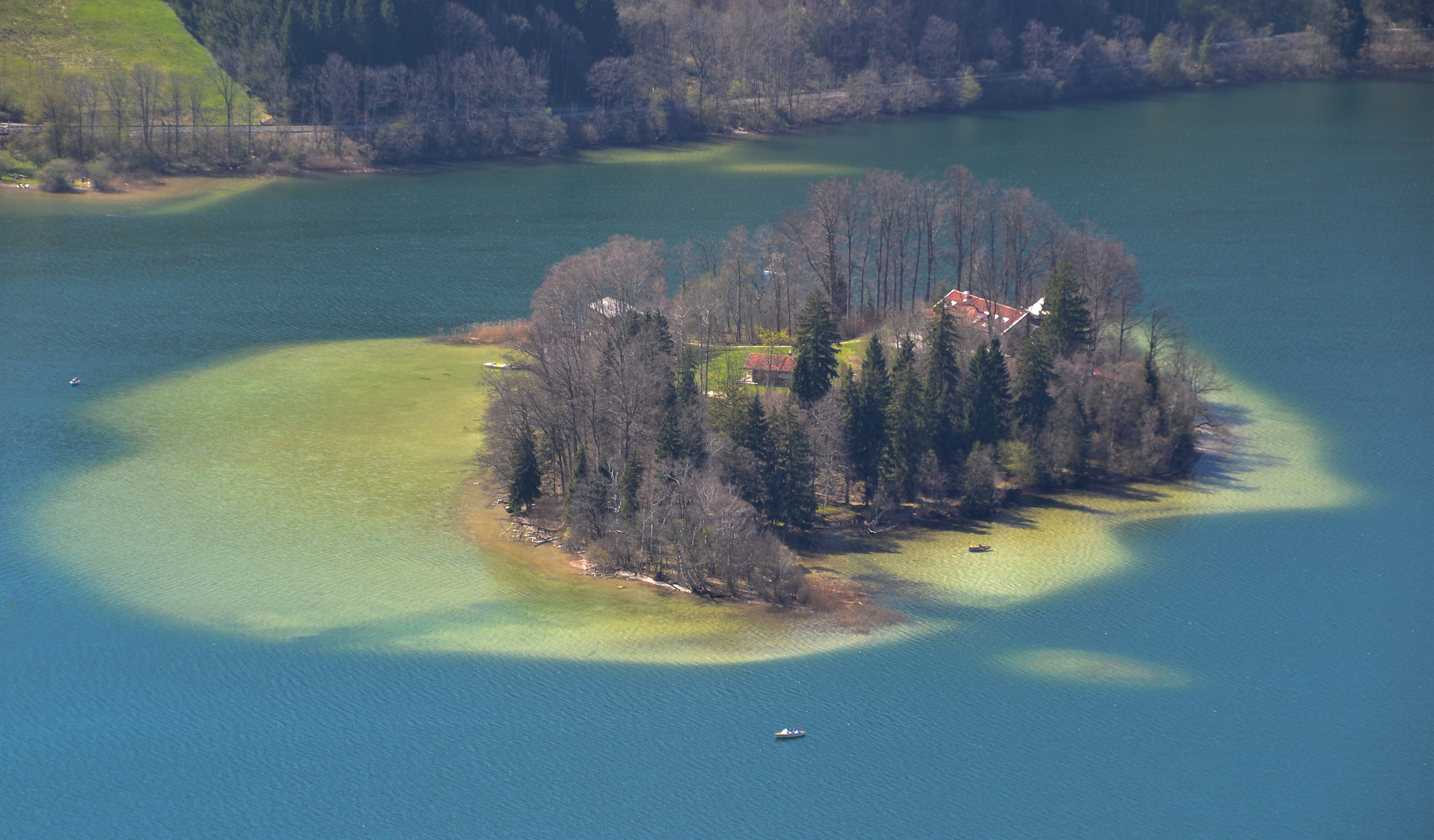
Die Insel Wörth
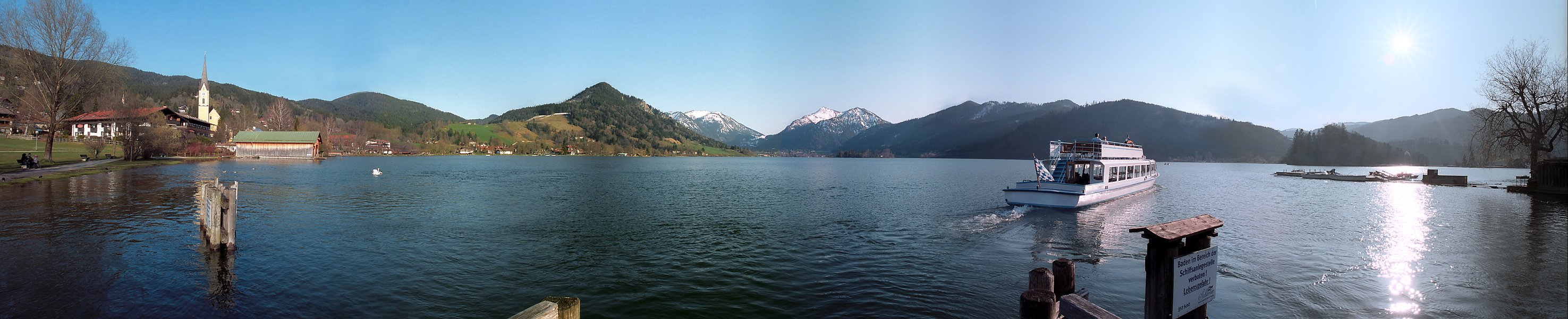
Panorama mit dem Ort Schliersee am linken Bildrand